# Arago (månekrater)
 For alternative betydninger, se Arago. (Se også artikler, som begynder med Arago)
Arago er et nedslagskrater på Månen. Det befinder sig i den vestlige del af Mare Tranquillitatis på Månens forside og er opkaldt efter den franske astronom, matematiker, fysiker og politiker François Arago (1786-1853).
Navnet blev officielt tildelt af den Internationale Astronomiske Union (IAU) i 1935. 
Krateret observeredes første gang i 1645 af Johannes Hevelius.

## Omgivelser
Sydvest for Arago ligger Mannerskrateret, og længere væk kraterparret Ritter-Sabine. Mod sydøst findes den store Lamontkrater-formation, som er blevet oversvømmet af maret. 

## Karakteristika
Aragos rand har en udbuling i den vestlige væg. Der er en central højderyg, som strækker sig mod den nordlige væg. Marets overflade i nærheden er kendetegnet ved snoede højderygge, mest tydeligt mod øst og sydøst. Mod nord findes en stor skjoldvulkan (dome) med navnet Arago Alpha (α). En skjoldvulkan af tilsvarende størrelse findes i samme afstand mod vest og hedder Arago Beta (β).

## Satellitkratere
De kratere, som kaldes satellitter, er små kratere beliggende i eller nær hovedkrateret. Deres dannelse er sædvanligvis sket uafhængigt af dette, men de får samme navn som hovedkrateret med tilføjelse af et stort bogstav. På kort over Månen er det en konvention at identificere dem ved at placere dette bogstav på den side af satellitkraterets midte, som ligger nærmest hovedkrateret. Aragokrateret har følgende satellitkratere:
| Arago | Længde | Bredde  | Diameter |
| ----- | ------ | ------- | -------- |
| B     | 3,4° N | 20,8° Ø | 7 km     |
| C     | 3,9° N | 21,5° Ø | 3 km     |
| D     | 6,9° N | 22,4° Ø | 4 km     |
| E     | 8,5° N | 22,7° Ø | 6 km     |

## Måneatlas
- Billeder af Aragokrateret i LPI-måneatlasset